# Les Espaces acoustiques

Les Espaces acoustiques est un cycle de six pièces composé par Gérard Grisey, de 1974 à 1985 pour diverses formations instrumentales, allant de l'alto solo au grand orchestre. Ces pièces peuvent s'enchaîner sans interruption, chacune d'elles élargissant le champ acoustique de la précédente. 
L'unité du cycle est réalisée par la similitude formelle des différentes pièces, et par deux points de repères acoustiques : le spectre d'harmoniques et la périodicité.

## Histoire

### Musiquemalade
Dans un article consacré à Gérard Grisey, ou la beauté des ombres sonores, le compositeur suisse Gérard Zinsstag s'intéresse à « la généalogie qui mène aux Espaces acoustiques » composés par Gérard Grisey à partir de 1974.
Le premier événement catalyseur semble bien avoir été, selon lui, « la bourrasque de Mai 68 » qui entraîna la nomination de Pierre Schaeffer pour l'enseignement des nouvelles techniques de musique concrète et l'organisation de concerts publics ou radiodiffusés pour promouvoir la création de jeunes compositeurs, la plupart encore étudiants au Conservatoire. 
À cette époque, Olivier Messiaen, professeur de composition, encourageait ses élèves à écrire « de la musique dingue ». Dans ce « climat du tout est permis », la musique de Gérard Grisey restait « marquée par un certain préjugé formel, répondant à des schémas préparatoires trop contraignants, et influencés par l'éclatement spatial des œuvres de Xenakis ».
Cependant, Gérard Grisey se dégage progressivement de ces modèles, en suivant l'enseignement de György Ligeti à Darmstadt. Les premières pièces qu'il lui présente, en 1972, sont accueillies par le maître hongrois « en termes sibyllins : cette musique a bien une maladie, mais ce n'est pas encore la maladie de Grisey ». 

### Musiquespectrale
Gérard Zinsstag considère ainsi que « le phénomène catalyseur qui a donné naissance à la musique spectrale s'est produit à Darmstadt, en juillet 1972 », lorsque György Ligeti « conseilla à Grisey de s'intéresser aux sons résultants et de lire avec vigilance les intuitions acoustiques du traité de Berlioz ».
L'importance accordée aux phénomènes acoustiques dans le Traité d'instrumentation et d'orchestration du grand compositeur romantique, publié en 1844, devient une source d'inspiration majeure pour la définition de la musique en termes nouveaux : 
1. ne plus composer avec des notes, mais avec des sons,
2. ne plus composer seulement les sons, mais la différence qui les sépare (le degré de pré-audibilité), agir sur ces différences, c'est-à-dire contrôler l'évolution (ou la non-évolution) du son et la vitesse de cette évolution,
3. tenir compte de la relativité de notre perception auditive,
4. appliquer au domaine instrumental les phénomènes expérimentés depuis longtemps dans les studios de musique électronique,
5. rechercher une écriture synthétique dans laquelle les différents paramètres participent à l'élaboration d'un son unique.

## Composition

### Commandes
Chaque pièce des Espaces acoustiques est le résultat d'une commande officielle : Périodes est commandé par l'Ensemble L'itinéraire, Partiels et Prologue sont deux commandes du Ministère des Affaires culturelles, Modulations est une commande de l'Ensemble intercontemporain, Transitoires est une commande de l'orchestre symphonique de Sicile et Épilogue est une commande de la Biennale de Venise.

### Présentation

#### Prologue
Cette pièce pour alto, composée en 1976 a été créée le 16 janvier 1978 à Paris par Gérard Caussé, dédicataire de l'œuvre.

#### Périodes
Cette pièce, la première du cycle (composée en 1974), est écrite pour sept musiciens : flûte, clarinette, trombone, violon, alto, violoncelle et contrebasse. Elle a été créée le 11 juin 1974 à Rome, dans la Villa Médicis, par l'ensemble L'Itinéraire sous la direction de Boris de Vinogradov.

#### Partiels
Cette pièce, la plus étudiée du cycle des Espaces acoustiques, est écrite pour seize ou dix-huit musiciens : 2 flûtes (la première aussi flûte piccolo, la seconde aussi flûte alto), hautbois (aussi cor anglais), 2 clarinettes (aussi clarinette en la, et petite clarinette en mi), clarinette basse (aussi clarinette contrebasse), 2 cors, trombone ténor, 2 percussionnistes, orgue électrique, 2 violons, 2 altos, violoncelle et contrebasse. 
Composé en 1975, Partiels a été créé le 4 mars 1976 à Paris par l'ensemble L'Itinéraire sous la direction de Boris de Vinogradov.

#### Modulations
Gérard Grisey prévoyait une pause entre cette pièce et la précédente, afin de ne faire intervenir l'orchestre (limité à trente-trois musiciens, dans un premier temps) que pour la seconde partie d'un concert intégral.
Composé en 1976-1977, Modulations a été créé le 9 mars 1978 à Paris, au Théâtre de la Ville, par l'ensemble Intercontemporain sous la direction de Michel Tabachnik.

#### Transitoires
Cette pièce, composée pour grand orchestre en 1981, a été créée le 5 octobre 1981 à Venise, par l'Orchestre symphonique Sicilien sous la direction de Gabriele Ferro.

#### Épilogue
Dans cette dernière pièce, quatre cors soli se joignent à un orchestre encore largement renforcé, dont l'effectif atteint quatre-vingt musiciens. Composé en 1985, l'Épilogue a été créé le 28 septembre 1985 à Venise, par les solistes et l'Orchestre symphonique de la BBC, sous la direction de Peter Eötvös.

## Discographie
- Les Espaces acoustiques, Gérard Caussé (alto), Ensemble Court-Circuit (dir. Pierre-André Valade), Frankfurter Museumsorchester (dir. Sylvain Cambreling) — 1999, ACCORD 206352 (CD 465 386-2)